# هايلي ورنر
هايلي ورنر (Hayley Warner) من مواليد 30 يناير 1992.هي مغنية وكاتبة أغاني أسترالية.اعتبرتها صحيفة ذا دايلي تلغراف أحد أبرز كتاب الأغاني في أستراليا ،إستطاعت كتاباتها أن تحصد 11 بلاتينيوم في مبيعات الأغاني حول العالم.

## أغانيها
| السنة | الأغنية      | الترتيب AUS | شهادة مبيعات الموسيقى المسجلة | الألبوم      |
| ----- | ------------ | ----------- | ----------------------------- | ------------ |
| 2009  | "Good Day"   | 11          | Gold                          | TBA          |
| 2010  | "Hands Off"  | -           | -                             | Hands Off EP |
| 2011  | "Best Thing" | -           | -                             | TBA          |
| 2015  | "Closure"    | -           | -                             | TBA          |

## روابط خارجية
- هايلي ورنر على موقع ميوزك برينز (الإنجليزية)
- هايلي ورنر على موقع ديسكوغز (الإنجليزية)